# 吴刚 (1956年)
吴刚（1956年10月—），男，汉族，安徽祁门人，中华人民共和国政治人物，现任重庆市政协副主席，中国民主同盟中央委员会常务委员，曾任重庆市人民政府副市长，第十届全国人大代表，第十一、十二、十三届全国政协委员。